# Anja Lehmann

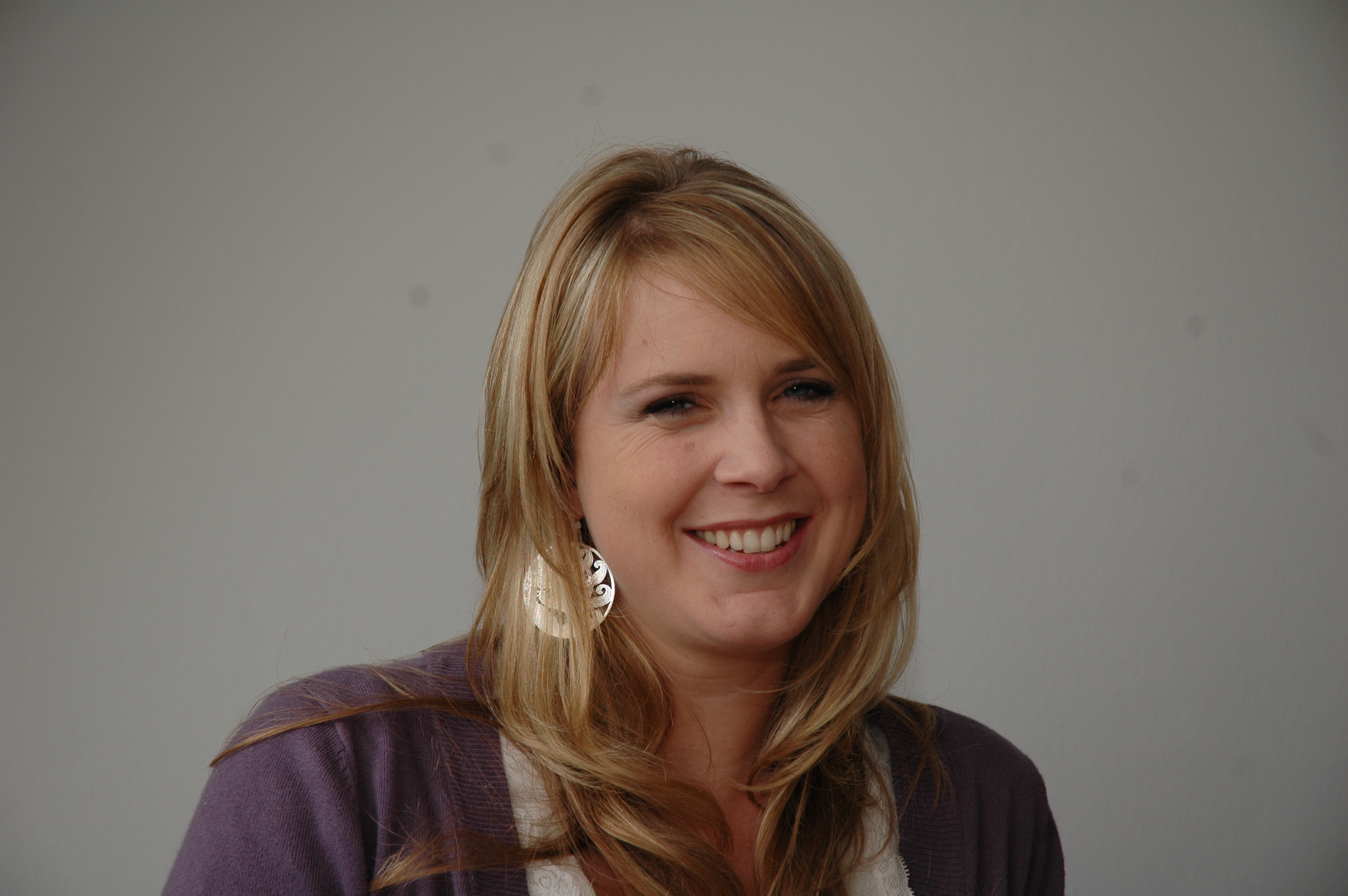
Anja Lehmann, 2009

Anja Lehmann (* 1975 in Lörrach, verheiratet: Anja Sonneborn, auch Anja S. Lehmann) ist eine Schweizer Sängerin christlicher Popmusik. 

## Leben
Anja Lehmann wuchs in einer musikalischen Familie auf, in der christliche Lieder oft gemeinsam gesungen wurden. Als Fünfjährige stand sie zum ersten Mal im Tonstudio und wirkt bei einer Kinderproduktion des Janz Teams mit. Als Teenager gründete sie mit Freunden die Band All For The One. Mit dieser Band tourte sie über sieben Jahre durch Deutschland und die Schweiz. Auch im Chor One Accord von Danny Plett sang Anja Lehmann mit. Nach ihrem zweiten Staatsexamen für Lehramt wählte sie die Musik zu ihrem Beruf. Seither ist sie eine der gefragtesten Stimmen der christlichen Musikszene. Außerdem gibt sie Seminare und arbeitet als Stimmtrainerin, Toningenieurin und Musikproduzentin.
1997 im Alter von 22 Jahren veröffentlichte Anja Lehmann ihr erstes Soloalbum More Than A Little. Ihm folgten inzwischen Still Believe In You (2002) und Beautiful (2009) außerdem ein Weihnachtsalbum Crystal Clear (2011) sowie drei Compilations, Gnade (2001), Liebe (2005) und Ewig (2013), mit von Anja Lehmann selbst zusammengestellten Worshipsongs aus Konzeptalben diverser Produzenten wie Arne Kopfermann und Danny Plett, bei denen sie mitgewirkt hatte. 
Anja Lehmann bildet mit ihren vier Schwestern Denise, Birgit, Natalie und Silvie die Lemon Sisters, die bisher auf diversen Konzeptalben aufgetreten sind wie Segne mich (2002) oder In deinem Haus – A Tribute To Manfred Siebald (2003). Ihr Album Trésore (2007) mit alten geistlichen Liedern erschien allerdings unter dem Namen Lehmann Schwestern – so wurde die Nostalgie der Lieder gewahrt.  
Als The Divas tourte Anja Lehmann mit Cae Gauntt, Elaine Hanley und Erin Kincaid durch Deutschland. Außerdem trat sie schon gemeinsam mit Michael W. Smith, Arne Kopfermann und Beate Ling auf. 2006 war sie Special Guest beim Jubiläumskonzert zum 40. Bestehen von Wir singen für Jesus. Sie trat bei wichtigen christlichen Veranstaltungen wie Pro Christ und dem Willow-Creek-Kongress auf. Ihre Konzerte führten sie bislang durch Europa, USA, und Südamerika.

## Privat
2013 hat Lehmann geheiratet und ist seit 2015 und 2017 Mutter zweier Kinder.

## Diskografie
| Jahr | Titel                | Label           |
| ---- | -------------------- | --------------- |
| 1997 | More Than A Little   | Janz Team Music |
| 2002 | Still Believe In You | C Works         |
| 2009 | Beautiful            | Gerth Medien    |
| 2011 | Crystal Clear        | Janz Team Music |
| 2021 | Liebe bleibt         | Gerth Medien    |

### Compilations
Diese Auflistung beschränkt sich auf Alben mit Anja Lehmann als ausdrücklichem Subjekt der Zusammenstellung.
| Jahr | Titel | Label        | Anmerkungen |
| ---- | ----- | ------------ | --- |
| 2001 | Gnade | Janz Team    | Compilation aus Zweitverwertungstitel vorangegangener Veröffentlichungen beinhaltet einen Musiktitel in Ersterscheinung |
| 2005 | Liebe | Janz Team    | Compilation aus Zweitverwertungstitel vorangegangener Veröffentlichungen                                                |
| 2013 | Ewig  | Gerth Medien | Compilation aus Zweitverwertungstitel vorangegangener Veröffentlichungen                                                |

### Mitwirken bei Konzepten
| Jahr | Titel                                             | Hauptinterpret bzw. Konzeptinitiator | Label             |
| ---- | ------------------------------------------------- | ------------------------------------ | ----------------- |
| 1981 | Der Messias ist da                                | Jack Stenekes                        | Janz Team         |
| 1989 | Du bist mein Freund                               | Luise Lehmann                        | Janz Team         |
| 1993 | All Over The World                                | One Accord                           | Janz Team         |
| 1994 | Gemeinsam sind wir stark                          | Heinrich Reisich                     | Janz Team         |
| 1995 | Anbetung 4                                        | Paul Hofrichter                      | Janz Team         |
| 1996 | Frieden mit Gott                                  | Danny Plett                          | Janz Team         |
| 1996 | Family-Album                                      | Brian Delamont                       | Janz Team         |
| 1996 | Nahe am Vaterherz 06: Abba, lieber Vater          | Danny Plett                          | Gerth Medien      |
| 1997 | I got joy!                                        | One Accord                           | Janz Team         |
| 1997 | Nahe am Vaterherz 08: Anbetung zur Weihnachtszeit | Danny Plett                          | Gerth Medien      |
| 1997 | Heaven                                            | One Accord                           | Janz Team         |
| 1998 | Statements                                        | Shelomith                            | Pila Music        |
| 1998 | Unser Vater                                       | Albert Frey                          | Gerth Medien      |
| 1998 | Festival der Weihnachtslieder                     | Gerhard Schnitter                    | Hänssler Verlag   |
| 1998 | Heartbeat                                         | Gospel News                          | Hänssler Verlag   |
| 1999 | Hoffnungsland                                     | Johannes Nitsch                      | Felsenfest        |
| 1999 | Live                                              | Connection                           | Pila Music        |
| 1999 | Neue Perspektiven                                 | Jochen Rieger                        | Gerth Medien      |
| 1999 | Anders Preisen: HipHop Hooray                     | Jakob Friedrichs                     | Gerth Medien      |
| 1999 | Bei dir ist Leben                                 | Heinrich Reisich                     | Janz Team         |
| 1999 | Nahe am Vaterherz 10: Wir gehören dir             | Danny Plett                          | Gerth Medien      |
| 1999 | In Love With Jesus 01                             | Arne Kopfermann                      | Gerth Medien      |
| 2000 | New Perspective                                   | Shelomith                            | Pila Music        |
| 2000 | Feiert Jesus! 06                                  | Albert Frey                          | Hänssler Verlag   |
| 2000 | Schönster Herr Jesu                               | Helmut Jost                          | Gerth Medien      |
| 2000 | An einem sicheren Ort                             | Arne Kopfermann                      | Gerth Medien      |
| 2000 | Gemeinschaft feiern                               | David Plüss                          | Gerth Medien      |
| 2000 | Nahe am Vaterherz 11: Komm, jetzt ist die Zeit    | Danny Plett                          | Gerth Medien      |
| 2001 | Nahe am Vaterherz 12: Du bist für mich            | Danny Plett                          | Gerth Medien      |
| 2001 | Feiert Jesus! 07                                  | Albert Frey                          | Hänssler Verlag   |
| 2001 | Du bist Herr: Sing mit 05                         | Arne Kopfermann                      | Gerth Medien      |
| 2001 | Southern Gospel - Noch nicht zu Hause             | DeEtta Janz                          | Janz Team         |
| 2001 | Bang! Bang! Bang!                                 | One Accord                           | Janz Team         |
| 2001 | Noel, Noel                                        | Danny Plett                          | Janz Team         |
| 2001 | In Love With Jesus 02                             | Arne Kopfermann                      | Gerth Medien      |
| 2001 | In Love With Jesus 03                             | Arne Kopfermann                      | Gerth Medien      |
| 2001 | Lied des Himmels                                  | Lothar Kosse                         | Gerth Medien      |
| 2002 | Gott sorgt für uns                                | Jochen Rieger                        | Gerth Medien      |
| 2002 | Erweitere meine Grenzen                           | Martin Pepper                        | Gerth Medien      |
| 2002 | Modern Gospel                                     | Danny Plett                          | Janz Team         |
| 2002 | Jahreslieder 06                                   | Hans-Werner Scharnowski              | Felsenfest        |
| 2002 | In Love With Jesus 04                             | Arne Kopfermann                      | Gerth Medien      |
| 2002 | In Love With Jesus 05                             | Arne Kopfermann                      | Gerth Medien      |
| 2002 | Unendlich nah                                     | Heinrich Reisich                     | Janz Team         |
| 2003 | Das Vaterunser in zwölf Liedern                   | Jochen Rieger                        | Gerth Medien      |
| 2003 | Chorsound                                         | Jochen Rieger                        | Gerth Medien      |
| 2003 | Jesus First                                       | Winnie Schweitzer                    | Asaph Musik       |
| 2003 | Joy                                               | Oslo Gospel Choir                    | Spark Music       |
| 2004 | In Love With Jesus 06                             | Arne Kopfermann                      | Gerth Medien      |
| 2004 | Leben mit Vision                                  | Arne Kopfermann                      | Gerth Medien      |
| 2004 | Das lila Album                                    | Andrea Adams-Frey                    | Gerth Medien      |
| 2004 | Im Licht                                          | Heinrich Reisich                     | Janz Team         |
| 2005 | Choir Fire                                        | Jochen Rieger                        | Gerth Medien      |
| 2005 | Radical Devotion                                  | Agape Christian Centre               | C Works           |
| 2005 | In Love With Jesus 07                             | Arne Kopfermann                      | Gerth Medien      |
| 2005 | Feiert Jesus! 11                                  | Albert Frey                          | Hänssler Verlag   |
| 2005 | Heilig                                            | Arne Kopfermann                      | Gerth Medien      |
| 2005 | Live in Europe                                    | Brian Doerksen                       | Integrity         |
| 2006 | Musikalische Begegnungen mit Dietrich Bonhoeffer  | Jochen Rieger                        | Gerth Medien      |
| 2006 | In Love With Jesus 08                             | Arne Kopfermann                      | Gerth Medien      |
| 2006 | Anbetung zu Weihnachten                           | Arne Kopfermann                      | Gerth Medien      |
| 2006 | Sternstunden                                      | Jochen Rieger                        | Gerth Medien      |
| 2007 | Es gibt einen Ort zum Beten 03                    | Arne Kopfermann, Gaetan Roy          | Gerth Medien      |
| 2007 | Die Liebe ist das Größte                          | Jochen Rieger                        | Gerth Medien      |
| 2007 | Südhang                                           | Jackie Leuenberger                   | Sound Service     |
| 2007 | Du bist Herr: Lieder aus Band 5 Vol. 2            | Arne Kopfermann                      | Gerth Medien      |
| 2007 | Breit aus die Flügel beide                        | Samuel Jersak                        | Hänssler Verlag   |
| 2008 | Living Gospel Schalksmühle                        | Hans-Werner Scharnowski              | Kawohl            |
| 2008 | Feiert Jesus! 14                                  | Albert Frey                          | Hänssler Verlag   |
| 2008 | Stille unterm Kreuz                               | Albert Frey                          | Hänssler Verlag   |
| 2008 | Von Jesus bewegt                                  | Winnie Schweitzer                    | Hänssler Verlag   |
| 2008 | Überzügt                                          | Dan Zeltner                          | m4you             |
| 2009 | Ich werde still                                   | Arne Kopfermann                      | Gerth Medien      |
| 2009 | Selig sind...                                     | Jochen Rieger                        | Gerth Medien      |
| 2009 | All About You                                     | Vlada                                | Glad Vlad Records |
| 2010 | Die Liebe des Retters                             | Glaubenszentrum Live                 | Gerth Medien      |
| 2010 | Sohn vom Pfarrer                                  | Stego                                | Adonai            |
| 2010 | Can't Wait to See You                             | Toby Meyer                           | TM Productions    |
| 2011 | Du bist erhoben                                   | Arne Kopfermann                      | Gerth Medien      |
| 2011 | Weiter als unsere Augen sehen                     | Gaetan Roy                           | Gerth Medien      |
| 2012 | Feiert Jesus! 18                                  | Albert Frey                          | Hänssler Verlag   |
| 2012 | Bi dir                                            | CLZ Spiez                            | CLZ Worship       |
| 2012 | Wunder                                            | Toby Meyer                           | TM Productions    |
| 2012 | Motiviert zum Lobpriis 6                          | Adonai                               | Adonai            |
| 2012 | Adonia Gospel Vol. 1                              | Adonai                               | Adonai            |
| 2013 | Feiert Jesus! 19                                  | Albert Frey                          | Hänssler Verlag   |
| 2013 | Feiert Jesus! Folk                                | Daniel Scheufler                     | Hänssler Verlag   |
| 2013 | Heilig                                            | Jochen Rieger                        | Hänssler Verlag   |
| 2013 | Der Herr regiert                                  | Gateway Worship                      | Hänssler Verlag   |
| 2014 | Feiert Jesus! 20                                  | Albert Frey                          | Hänssler Verlag   |
| 2014 | Würdig                                            | Jochen Rieger                        | Hänssler Verlag   |
| 2014 | Ewig                                              | Jochen Rieger                        | Hänssler Verlag   |
| 2015 | Liebe ohne Ende                                   | Arne Kopfermann                      | Gerth Medien      |
| 2015 | Das Hymnen-Projekt                                | Hans-Werner Scharnowski              | Gerth Medien      |
| 2015 | Komm zum Kreuz                                    | Danny Plett                          | Janz Team         |
| 2015 | Warum ich glaube                                  | Arne Kopfermann                      | Hänssler Verlag   |
| 2016 | Feiert Jesus! 22                                  | Albert Frey                          | Hänssler Verlag   |
| 2016 | Für immer dein                                    | Gateway Worship                      | Hänssler Verlag   |
| 2016 | Eifach stuune                                     | Dan Zeltner                          | m4you             |
| 2016 | Gloria                                            | Lothar Kosse                         | Gerth Medien      |

### Lemon Sisters
| Jahr | Titel                                        | Hauptinterpret bzw. Konzeptinitiator | Label           |
| ---- | -------------------------------------------- | ------------------------------------ | --------------- |
| 2002 | Segne mich                                   | Arne Kopfermann                      | Gerth Medien    |
| 2003 | In deinem Haus: A Tribute To Manfred Siebald | Arne Kopfermann                      | Gerth Medien    |
| 2007 | Trésore                                      | Lehmann Schwestern                   | Janz Team Music |